# GCHFR
La proteína reguladora de retroalimentación GTP ciclohidrolasa 1 es una enzima que en humanos está codificada por el gen GCHFR .
La proteína reguladora de retroalimentación de GTP ciclohidrolasa I se une y media en la inhibición de tetrahidrobiopterina de la GTP ciclohidrolasa I. La proteína reguladora, GCHFR, consta de un homodímero. Se postula que GCHFR puede desempeñar un papel en la regulación del metabolismo de la fenilalanina en el hígado y en la producción de neurotransmisores de amina biogénica y óxido nítrico.